# Retrospettive del Festival Internazionale di Mezza Estate

## 2018: 34ª edizione
| Genere          | Artisti                                                                         |
| --------------- | ------------------------------------------------------------------------------- |
| Musica Classica | Michele Campanella Stefano Camilli Irene Molinari Jacopo Sipari di Pescasseroli |
| Teatro          | Lino Guanciale Enrico Lo Verso                                                  |
| Balletto        | Balletto del Teatro Nazionale di Belgrado                                       |

## 2019: 35ª edizione
| Genere          | Artisti                                                                           |
| --------------- | --------------------------------------------------------------------------------- |
| Musica Classica | Nicola Piovani Alessandro Quarta Istituzione Sinfonica Abruzzese Giuia Buccarella |
| Musica Leggera  | Antonella Ruggiero Gino Paoli                                                     |
| Teatro          | Michele Mirabella Raoul Bova Daniele Pecci Giovanni Veronesi                      |
| Balletto        | Russian Classical Ballet                                                          |

## 2020: 36ª edizione
| Genere          | Artisti |
| --------------- | --- |
| Musica Classica | Alessandro Quarta Stefano Bollani                                                                                                |
| Musica Leggera  | Nina Zilli Vinicio Capossela Arisa Amii Stewart Sergio Cammariere Massimo Ranieri Rosanna Casale Grazia Di Michele Mariella Nava |
| Teatro          | Laura Morante |

## 2021: 37ª edizione
| Genere          | Artista |
| --------------- | --- |
| Musica Classica | Marco Frisina Orchestra Scarlatti Salvatore Quaranta Giovanni Allevi Donata D'Annunzio Lombardi                          |
| Musica Leggera  | Mario Biondi (cantante) Fabrizio Bosso Noemi Fabio Concato Tosca Simone Cristicchi Fiorella Mannoia Francesco De Gregori |
| Teatro          | Michele Mirabella Giorgio Panariello                                                                                     |
| Ballo           | Accademia Nazionale Italiana di Tango Argentino                                                                          |

## 2022: 38ª edizione
| Genere          | Artista                                                                                  |
| --------------- | ---------------------------------------------------------------------------------------- |
| Musica Classica | Donata D'Annunzio Lombardi International Opera Choir Giuseppe Albanese Alessandro Quarta |
| Musica Leggera  | Mogol Peppe Servillo Morgan Fabrizio Moro Carmen Consoli Napo Roby Facchinetti Il Volo   |
| Teatro          | Enrico Brignano                                                                          |
| Balletto        | Balletto dell'Opera di Stato di Varna                                                    |